# Samu Cortés
Samu Cortés (Granada, 1 de enero de 2006) es un futbolista español que juega en la demarcación de extremo derecho en el Club Recreativo Granada de la Segunda Federación.

## Trayectoria
Tras formarse como futbolista en las categorías inferiores del Granada CF, finalmente subió al segundo equipo, haciendo su debut el 31 de agosto de 2024 contra el Linares Deportivo.
Tras sus actuaciones en el campo el 2 de enero de 2025 fue renovado por el club hasta 2029. Un día después, el 3 de enero de 2025, fue convocado por primera vez para el primer equipo por Fran Escribá. Sin embargo, no llegó a disputar ningún minuto. Finalmente, el 10 de enero de 2025 disputó sus primeros minutos con el Granada CF tras sustituir a Giorgi Tsitaishvili en el minuto 89 en un partido contra el Burgos CF que finalizó con empate a cero.

## Clubes
Actualizado al último partido disputado el 16 de agosto de 2025.
| Club                    | País   | Año   | Partidos | Goles |
| ----------------------- | ------ | ----- | -------- | ----- |
| Club Recreativo Granada | España | 2024- | 32       | 5     |
| Granada CF              | España | 2025- | 2        | 0     |